# Jabulani

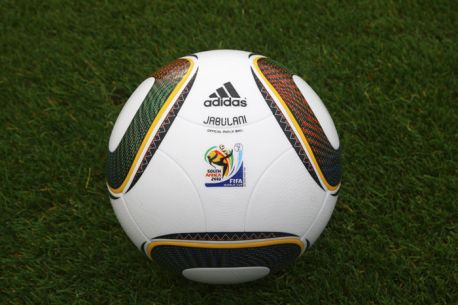
Jabulani

Jabulani là quả bóng chính thức được dùng ở các trận đấu tại FIFA World Cup 2010 do hãng Adidas của Đức sản xuất. Bóng được công bố tại Cape Town, Nam Phi vào ngày 4 tháng 12 năm 2009 và đã được phát triển tại Đại học Loughborough, Anh quốc. Từ Jabulani có nghĩa là "vui" hay "mang lại niềm vui và hạnh phúc" trong tiếng Zulu. Ngoài ra, quả bóng còn một phiên bản màu vàng khác với tên gọi Jo'bulani để phục vụ cho trận chung kết World Cup và một phiên bản màu cam Jabulani Powerorange cho các trò chơi trên tuyết.
Quả bóng này cũng được sử dụng trong Giải vô địch bóng đá thế giới các câu lạc bộ 2009 ở UAE, và một phiên bản đặc biệt khác của trái bóng, Jabulani Angola, là quả bóng được dùng trong Cúp bóng đá châu Phi 2010. Quả bóng này cũng được sử dụng ở giải Bundesliga 2009-10 của Đức, giải Clausura 2010 của Argentina cũng như giải MLS 2010 ở Mỹ và Canada trong màu xanh và màu xanh lá cây của giải đấu.

## Thiết kế
Quả bóng được chế tạo bằng cách sử dụng một thiết kế mới, bao gồm 8 miếng ghép (giảm xuống từ 14 miếng ghép trong World Cup 2006) được hàn bằng nhiệt-ngoại quan thay vì khâu bằng chỉ như những quả bóng khác. Đây là những vật thể hình cầu, được đúc từ chất axetat etylen-vinyl và nhựa nhiệt dẻo polyurethan. Bề mặt của quả bóng được kết cấu với các rãnh, một công nghệ mới được phát triển bởi Adidas và được gọi là GripnGroove  để nhằm cải thiện khí động học của quả bóng. Việc thiết kế đã nhận được sự quan tâm đáng kể từ các học viện, bằng chứng là quả bóng đã được phát triển trong quan hệ đối tác với các nhà nghiên cứu từ Trường đại học Loughborough, Vương quốc Anh .

### Đặc tính kỹ thuật
|                 | Yêu cầu chuẩn được FIFA chấp nhận | Kích thước Jabulani   |
| --------------- | --------------------------------- | --------------------- |
| Chu vi          | 68,5–69,5 cm                      | 69,0 ± 0.2 cm         |
| Đường kính      | Khác ≤ 1,5%                       | Khác ≤ 1,0%           |
| Sự hút nước     | Tăng thêm ≤ 10% độ nặng           | Giữ nguyên 0% độ nặng |
| Nặng            | 420 - 445 g                       | 440 ± 0,2 g           |
| Kiểm tra độ nẩy | ≤ 10 cm                           | ≤ 6 cm                |
| Áp suất mất     | ≤ 20%                             | ≤ 10%                 |

### Màu sắc
Bóng được trang trí bằng bốn hoa văn giống hình tam giác trên nền trắng. Mười một màu sắc khác nhau biểu tượng cho mười một cầu thủ trong một đội bóng và mười một dân tộc của Nam Phi. Jabulani Angola, quả bóng được sử dụng tại Cúp bóng đá châu Phi 2010 tại Angola, có các màu đại diện cho lá cờ của quốc gia chủ nhà gồm màu vàng, đỏ, và màu đen. Đối với trận chung kết được tổ chức tại Johannesburg vào ngày 11 tháng 7, một quả bóng đặc biệt khác sẽ được sử dụng với kết cấu là các tấm bảng màu vàng. Quả bóng đó sẽ được gọi là "Jo'bulani", một lối chơi chữ từ biệt danh của Johannesburg là "Thành phố vàng".

### Sản xuất
Với những quả bóng được làm tại Trung Quốc, chúng sử dụng ruột làm từ cao su ở Ấn Độ, nhiệt dẻo Pôliurêtan-elastomer từ Đài Loan, axetat etylen-vinyl, đẳng hướng pôliexte / vải cô-tông, keo dán và mực in từ Trung Quốc. Giá bán lẻ là 110 đô la Mỹ 

## Quả bóng của trận chung kết World Cup

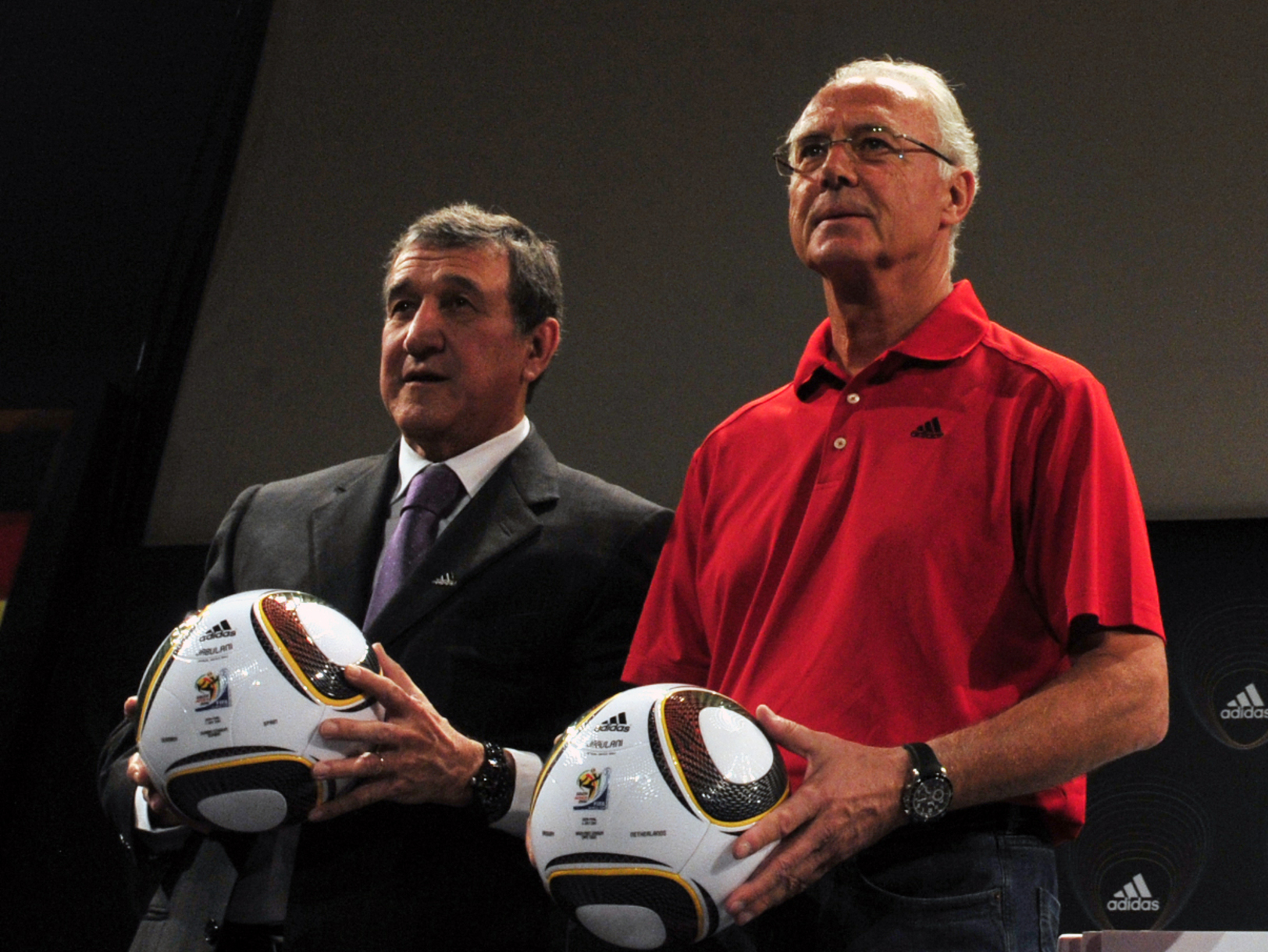
Carlos Alberto Parreira và Franz Beckenbauer trình bày các quả bóng với tên của các đội sẽ chơi trong trận bán kết World Cup, 05-07-2010

Một phiên bản màu vàng của quả bóng Jabulani, Jo'bulani, đã được công bố như quả bóng dùng trong trận chung kết World Cup. Tên của bóng lấy cảm hứng từ thành phố Johannesburg, thường được mệnh danh là Jo'burg và đó cũng sẽ là tên trang web chính thức của trận chung kết Wolrd Cup 2010. Màu sắc của trái bóng cũng đề cập đến thành phố Johannesburg: Johannesburg cũng có biệt danh là "eGoli" (/egɔli/) trong tiếng Zulu (từ chữ "Gold" (Vàng) của tiếng Anh và "Rhawutini" (/xaʊtini/) trong Xhosa hoặc "Gauteng /xaʊˈtɛŋ/" trong các ngôn ngữ chính thức khác - từ goud trong tiếng Afrikaans có nghĩa là "vàng".
Đây là quả bóng của trận chung kết World Cup thứ hai được sản xuất, quả bóng trước là + Teamgeist Berlin ở World Cup 2006.

## Đón nhận

### Chỉ trích
Giống như những người tiền nhiệm tại hai giải đấu trước đó là Fevernova và Teamgeist, tuy có ý nghĩa và giá trị thẩm mỹ, nhưng Jabulani lại bị chỉ trích rất nhiều. Trái bóng do Adidas sản xuất quá nhẹ, độ bật nảy lớn nên các cầu thủ khó kiểm soát bóng trong chân cũng như bóng dễ đổi hướng khi gặp gió. Tiền đạo Giampaolo Pazzini của đội tuyển Ý miêu tả quả bóng đó là "một thảm họa". Đồng nghiệp ở đội tuyển Ý, thủ môn Gigi Buffon nói: "Thật buồn nếu như một cuộc thi quan trọng như World Cup, tôi sẽ phải chơi với quả bóng kinh khủng như vậy". Tiền đạo người Brasil, Luís Fabiano gọi đó là quả bóng "siêu nhiên", vì nó có thể đột ngột đổi hướng khi đang bay, anh còn thêm rằng không ai trong số các cầu thủ của đội tuyển Brazil thích quả bóng này. Trong cuộc phỏng vấn đó, một cầu thủ khác của Brasil là Júlio Baptista nói: "Quả bóng đã chống lại các tiền đạo và thủ môn, vì nó di chuyển theo các hướng khác nhau và thể không lường trước được hướng đi sau khi thực hiện một cú đá" . Huấn luyện viên Tuyển Anh Fabio Capello đã nói: "Khi trái bóng này di chuyển nó luôn tạo ra nhiều khó khăn hơn cho các thủ môn". Học trò của ông ở đội tuyển là thủ môn Joe Hart cũng lên tiếng: "Người ta đang muốn làm cho các trận đấu bóng thêm hài hước, và tôi nghĩ rằng họ đang thành công với quả bóng này". Một thủ môn khác của đội tuyển Anh là David James cũng phàn nàn: "Quả bóng thật dễ sợ. Thật kinh khủng, nhưng nó kinh khủng cho mọi đội bóng" . Bên cạnh đó, thủ môn Tây Ban Nha là Iker Casillas kêu ca về quả bóng. "Nó hơi giống một quả bóng đá ở trên bãi biển", anh nói. "Thật buồn khi một sự kiện quan trọng như World Cup mà lại sử dụng một quả bóng có chất lượng đáng sợ như vậy" thủ môn này thêm vào. Tiền đạo người Brazil Robinho đã tuyên bố "Tôi nghĩ những người thiết kế quả bóng này không bao giờ chơi bóng đá. Nhưng tôi không thể làm gì, chúng ta đành phải chơi với nó". Trước đó, thủ môn Júlio César của Brazil cũng bày tỏ sự không hài lòng với quả bóng do hãng Adidas sản xuất. Anh cho rằng trái bóng này "thật kinh khủng" và như một sản phẩm rẻ tiền ở "một cửa hàng tạp hóa" . Tiền đạo của đội tuyển Argentina Lionel Messi cho rằng, "quả bóng rất phức tạp cho các thủ môn và chúng tôi [tiền đạo]."  HLV người Argentina Diego Maradona cho biết: "Chúng ta sẽ không thấy bất cứ đường chuyền dài nào trong World Cup năm nay vì trái bóng đó không bay thẳng" 
Tiền đạo Clint Dempsey đã nói về lợi ích của trái bóng rằng "Nếu bạn kiểm soát nó chắc chắn, bạn có thể có được một cú chuyền bóng tốt (...),bạn biết đấy, đôi khi sự chú ý là khi bạn chuyền bóng" .
Tờ The Guardian số ra ngày 16 tháng 6 năm 2010 đã cho rằng trái bóng Jabulani có thể chịu trách nhiệm về việc có quá ít bàn thắng trong vòng đấu đầu tiên của giải. The Guardian đã đề cập tới các đại diện FIFA, những người đã cho ý kiến của mình về cơn hạn hán bàn thắng, họ nói rằng có lẽ đã quá sớm để đưa ra một phán quyết dứt khoát, mặc dù sẽ rất khó để chối cãi rằng trong các vòng đấu đầu tiên sự thận trọng đã lấn áp quá nhiều và việc phòng ngự là chuyện bình thường nên số lượng bàn thắng khó mà cao được. Owen Gibson của tờ The Guardian đã cho rằng sự thiếu tự tin trong cách cầm bóng bóng có thể là nguyên nhân ảnh hưởng đến số lượng các bàn thắng ở vòng đấu đầu tiên. Tuy nhiên, sau trận thắng 7-0 của Bồ Đào Nha trước Bắc Triều Tiên ở trận đấu thứ hai của vòng bảng, huấn luyện viên của Bồ Đào Nha Carlos Queiroz nói, "Chúng tôi yêu quả bóng này".
Trong trận đấu giữa hai đội tuyển Anh và Mỹ, thủ môn Robert Green của Anh đã mắc sai lầm giúp Mỹ gỡ hoà 1-1. Sau trận đấu, phát biểu trên ITV Sport, đội trưởng Steven Gerrard của đội tuyển Anh đã bênh vực đồng đội bằng cách chỉ trích Jabulani: "Tôi không nghĩ bạn có thể chỉ trích các thủ môn trong trường hợp này, nhiều người đã nói về sự phức tạp trong quỹ đạo của trái bóng được sử dụng và tôi chắc chắn rằng điều này sẽ tiếp tục ảnh hưởng tới các trận đấu còn lại".

### Phản hồi từ Adidas
Một số cầu thủ tài trợ cho Adidas  đã phản ứng có lợi cho quả bóng. Álvaro Arbeloa, nhận xét rằng "Nó tròn, giống như luôn luôn vậy." Tiền vệ người Brasil Kaka nói: "Đối với tôi, sự liên lạc với quả bóng là tất cả mọi thứ quan trọng, và đó là điều tuyệt vời ở trái bóng này." Thủ môn đội tuyển Séc Petr Cech đã có một số ý kiến tích cực về bóng, nói rằng nó dễ thấy hơn các quả bóng khác do các mô hình màu sắc sặc sỡ, và khi đá nó thì có thể kiểm soát tốt hơn. Tiền vệ người Anh Frank Lampard gọi nó là "Một quả bóng rất mạnh, thật sự phù hợp để thi đấu. Thủ quân đội tuyển Đức Michael Ballack cho biết nó đã được "Thật tuyệt vời, quả bóng thực hiện chính xác những gì tôi muốn làm với nó.
Adidas đã nói rằng quả bóng đã được đưa vào sử dụng từ tháng 1 năm 2010, và rằng hầu hết các phản hồi từ người chơi đều là những ý kiến tích cực. Một phát ngôn viên cho biết công ty đã rất "ngạc nhiên" khi thấy phản ứng tiêu cực với trái bóng, và nhấn mạnh rằng những đội bóng có những lời chỉ trích thường xuyên về quả bóng mới nhận được không tránh khỏi việc bị loại như các giải đấu trước.
Giáo sư của trường Đại học Adelaide, Derek Leinweber đã đứng về phía Adidas nói rằng "Nếu bạn muốn các thủ môn thiết kế quả bóng, họ sẽ cho bạn một quả cầu sắt nằm giữa sân." 

### Phản hồi từ FIFA
Ngày 27 tháng 6 năm 2010, FIFA cuối cùng đã bày tỏ mối quan tâm về trái bóng này, nhưng cũng nói rằng họ sẽ không nhúng tay vào vấn đề này cho đến sau giải đấu. Theo tổng thư ký Jerome Valcke, FIFA sẽ thảo luận vấn đề với huấn luyện viên và các đội bóng sau World Cup, sau đó mới thảo luận với các nhà sản xuất Adidas.